# Ужас у четврти Ред Хук
„Ужас у четврти Ред Хук” (енгл. The Horror at Red Hook) је приповетка америчког писца Хауарда Филипса Лавкрафта, написана у августу 1925. и објављивана у јануару 1927. у часопису Weird Tales. Ово је ауторова транзициона прича, смештена између његових ранијих дела и каснијих Ктулу митова. Иако прича приказује злокобну секту, овај култ је конвенционално окренут обожавању ђавола, а не космичкој претњи приказаној у његовим каснијим делима. 
У то време живећи у сиромаштву у сиротињској четврти Ред Хук, Лавкрафт је покушавао да прошири своју потражњу у палп часописима. Постављајући необично проактивног ирског њујоршког полицијског детектива за главног јунака, надао се брзој продаји детективским палп часописима. Није успео у томе и морао је да се ослони на Weird Tales.

## Радња
Детектив Малоун описује инцидент на дужности у четврти Ред Хук у Бруклину, од кога је добио фобију од великих зграда. Враћајући се тамо где је све почело, он детаљно описује сиротињски кварт Ред Хук, са својим бандама и криминалом, и наговештава окултно подземље.
Затим је откривено да је „случај Роберта Судема” покретачка снага Малоунове истраге у Ред Хуку. Судемово понашање се изненада мења. Иако је познат као похабани самотњак, по граду се виђа како изгледа млађе и блиставије. Стижу вести о његовој веридби са добростојећом женом, а истовремено се повећава број локалних киднаповања. Полицијска рација, у којој је учествовао Малоун, не открива ништа корисно у Судемовом стану у Ред Хуку, осим неколико чудних натписа.
Након Судемовог венчања, он и његова млада одлазе на брод. На броду се чује врисак и, када посада уђе у Судемову кабину, проналазе њега и његову жену мртве, са траговима канџи на телу његове жене. Касније, неки чудни људи са другог брода долазе на њихов и полажу право на Судемово тело.
Малоун улази у Судемов стан да види шта може да пронађе. У подруму наилази на врата која проваљује и бива увучен унутра, где открива паклени пејзаж. Он сведочи људским жртвовањима и ритуалима који реанимирају Судемов леш. Малоун је касније пронађен у подруму Судемовог стана, који се необјашњиво урушио изнад њега, убијајући све остале унутра. Тунели и коморе откривени у рацијама су попуњени и цементирани, иако се, како Малоун препричава, претња у четврти Ред Хук суптилно поново појављује.

## Ликови
Томас Малоун
Њујоршки полицијски детектив, пореклом из Ирске. Човек са Универзитета у Даблину рођен у џорџијанској вили у близини Финикс парка, који има „келтску далеку визију за чудне и скривене ствари, али логичарско брзо око за спољашње неуверљиве доказе... У младости је осећао скривену лепоту и екстазу ствари, и био је песник; али сиромаштво, туга и изгнанство скренули су му поглед у мрачнијим правцима, и био је усхићен приписивањем зла свету около.” Ова морбидна црта надокнађена је „оштром логиком и дубоким смислом за хумор”. Има 42 године у време ове приповетке.
Роберт Судем
„Учени самотњак из древне холандске породице, који је првобитно имао једва независна средства, и настањује пространу, али лоше очувану вилу коју је његов деда саградио у Флетбушу”. Већина га сматра „чудним, корпулентним старцем чија су му неуредна седа коса, чупава брада, сјајна црна одећа и штап са златним врхом донели забављене погледе”, док га Мелон зна као „заиста дубок ауторитет за средњовековно сујеверје”. Због „одређених чудних промена у његовом говору и навикама; дивљих позивања на предстојећа чуда и необјашњивих прогањања неугледних четврти Бруклина”, његови рођаци су безуспешно покушавали да га прогласе лудим. У време ове приче има око 60 година.

## Инспирација
Марк Бехерек тврди да је сиријска католичка црква Светог Ђорђа у Њујорку инспирисала ову приповетку. Изградио ју је Рајнир Судем, човек са именом веома сличним Роберту Судему из приче. Бехерек тврди да је претварање ове грађевине из Судемовог федералистичког стана у готску цркву од стране секте за коју је (погрешно) веровао да је несторијанска, а која је почела док је био у Њујорку, инспирисала Лавкрафта. Бехерек тврди да су демографске промене у кварту и физичке промене ове грађевине паралелне са метаморфозама Судемовог карактера и физичког изгледа, а обе такође одражавају „Пад куће Ушера” Едгара Алана Поа.
Лавкрафт је о имигрантској популацији овог подручја говорио као о „лавиринту хибридне беде”. Своју инспирацију за „Ужас у четврти Ред Хук” је навео у писму писцу Кларку Ештону Смиту:
Идеја да црна магија данас постоји у тајности, или да паклени антички обреди још увек постоје у мраку, она је коју сам користио и користићу поново. Када видите моју нову причу „Ужас у четврти Ред Хук”, видећете шта користим од ове идеје у вези са бандама младих скитница и крдима странаца злог изгледа које се виђају свуда у Њујорку.
Лавкрафт се преселио у Њујорк да би се оженио Соњом Грин годину дана раније, 1924. године; његова почетна заљубљеност у Њујорк убрзо се погоршала (ово искуство је фикционализовано у његовој приповеци „Он”), великим делом због његових ксенофобичних ставова. „Кад год бисмо се нашли у расно помешаној гомили која карактерише Њујорк, Хауард би киптео од беса”, касније је написала Гринова. „Чинило се да је скоро изгубио разум.”
У својој причи Лавкрафт скоро тачно описује мешавину демографија Ред Хука око 1925. године, али − пошто је његов протагониста Ирац − променио је позивање на тадашњу ирску популацију Ред Хука у „шпанску”. У то време у Ред Хуку није било шпанског становништва, иако га је било касније.
Велики део окултног појања у причи је извучен из чланака о „Магији” и „Демонологији” у 9. издању Енциклопедије Британике, коју је написао антрополог Е. Б. Тајлор. Данијел Хармс и Џон Висдом Гонс примећују да је чаролија коју Лавкрафт цитира и описује као „евокацију демона”, заправо била загонетка која се наводно користила у лову на благо.
Чини се да је употреба Језида као култа обожаваоца ђавола, два пута имплицираних као да стоје иза догађаја у причи, инспирисана делом „Странац из Курдистана” Е. Хофмана Прајса. У то време Лавкрафт није био свестан њихове сличне употребе у окултном авантуристичком роману Роберта В. Чемберса из 1920. године.
Улица Мартенс није измишљена локација, већ један блок северно од Авеније Черч. Холандска реформисана црква Флетбуш у којој се Судем венчао налази се на углу Авенија Черч и Флетбуш.

## Повезана дела
Приповетка „Ужас у четврти Ред Хук” се генерално не сматра делом Ктулу митова, јер јој недостају многи елементи који их карактеришу, као што су потпуно ванземаљски култови са космичким сврхама, забрањене књиге, непознати богови и осећај истинске „спољашњости”, пошто култ и окултна магија у овој причи имају јасно порекло и сврху из стварног света. Међутим, једна од богиња коју обожава култ је Магна Матер, коју је обожавао и канибалистички култ у причи „Пацови у зидовима” и за који је стручњак за Ктулу митове, Роберт М. Прајс, тврдио да представља Лавкрафтово божанство Шуб-Нигурат.
Роберт Судем живи у „усамљеној кући, удаљеној од улице Мартенс”. Чланови породице Мартенс били су подземни људождери у Лавкрафтовој ранијој причи „Вребајући страх”, који живе на локацији са које река тече на југ да би на крају изашла код Ред Хука.

## Пријем
Сам Лавкрафт, увек скроман у погледу својих дела и у то време прилично депресиван, изјавио је да је „Ужас у четврти Ред Хук” била „прилично дуга и збркана, и не мислим да је баш добра”. Ипак, то је била једна од ретких прича која је објављена током његовог живота, изабрана за британску антологијску серију Не ноћу.
Критичари су омаловажавали ову приповетку, углавном због њеног отвореног расизма. Лин Картер је назвао причу „комадом књижевног витриола”. Питер Кенон је приметио да „расизам чини лошу премису за хорор причу”. С. Т. Џоши је у Лавкрафтовој биографији назвао причу „ужасно лошом” због њеног расистичког језика.